# Шишляков, Александр Владимирович
Александр Владимирович Шишляко́в (1915—1982) — советский учёный в области СЦБ и связи, лауреат Сталинской премии, заслуженный изобретатель РСФСР.

## Биография
Родился в Москве в семье ткачей. Окончил Московский радиотехнический техникум (1933), и, после года работы радиотехником на радиоузлах Реутовского и Московского шелкоткацких комбинатов — ЛИИС  (1939, с отличием).
Работал инженером на строительной дистанции треста «Транссигналстрой». Член ВКП(б).
В 1940 — 1946 годах служил в РККА, участник войны, начальник связи 48-й истребительно-противотанковой артиллерийской бригады, старший техник-лейтенант/капитан.
В 1946 — 1976 годах работал во ВНИИЖТ в должностях от инженера, младшего научного сотрудника до заведующего лабораторией автоблокировки и авторегулировки. В 1953 году защитил кандидатскую диссертацию:
- Исследование и выбор оптимальных параметров полярной кодовой автоблокировки : диссертация … кандидата технических наук : 05.00.00. — Москва, 1953. — 204 с. : ил.

## Признание
- Почётный железнодорожник
- Сталинская премия третьей степени (1952) — за разработку и внедрение локомотивной автоматической сигнализации с непрерывным автостопом
- заслуженный изобретатель РСФСР (15.3.1965)
- орден Красной Звезды (17.3.1943)
- орден Отечественной войны II степени (14.10.1943)
- орден Отечественной войны I степени (22.08.1944)
- орден «Знак Почёта»
- медали

## Сочинения
- Обслуживание устройств полярной кодовой автоблокировки [Текст] / Лауреат Сталинской премии инж. А. В. Шишляков. — Москва : Трансжелдориздат, 1953. — 48 с. : ил.; 20 см.
- Эксплуатационная надежность устройств автоблокировки и АЛС [Текст] / А. В. Шишляков, Ю. А. Кравцов, А. Ф. Михайлов. — Москва : Транспорт, 1969. — 95 с. : ил.; 20 см.
- Быстродействующая автоматическая локомотивная сигнализация для метрополитенов [Текст] / М. Л. Семернк, А. В. Шишляков. — Москва : Транспорт, 1970. — 128 с., 1 л. схем. : черт.; 21 см.
- Кэб-сигнализация с непрерывным автостопом системы ЦНИИ [Текст] / А. М. Брылеев, Н. М. Фонарев, А. В. Шишляков. — Москва : изд-во и 1-я тип. Трансжелдориздата, 1950. — 107 с., 1 л. схем. : ил., схем.; 22 см. — (Труды Всесоюзного научно-исследовательского института железнодорожного транспорта; Вып. 36).
- Полярная кодовая автоблокировка [Текст] / А. М. Брылеев, Н. М. Фонарев, А. В. Шишляков. — Москва : Трансжелдориздат, 1952. — 128 с.; 5 л. черт. : ил., черт.; 22 см. — (Труды Всесоюзного научно-исследовательского института железно-дорожного транспорта; Вып. 56).
- Числовая кодовая автоблокировка переменного тока [Текст] / А. М. Брылеев, Н. М. Фонарев, А. В. Шишляков. — Москва : Трансжелдориздат, 1953. — 152 с.; 2 л. схем : ил., схем.; 23 см. — (Труды Всесоюзного научно-исследовательского института железнодорожного транспорта; Вып. 84).
- Устройство и работа рельсовых цепей [Текст] / А. М. Брылеев, А. В. Шишляков, Ю. А. Кравцов. — Москва : Транспорт, 1966. — 264 с. : черт.; 22 см.
- Техническое содержание устройств автоблокировки [Текст] / А. А. Леонов, Е. А. Фомичев, А. В. Шишляков. — 2-е изд., доп. и перераб. — Москва : Транспорт, 1972. — 286 с. : ил.; 22 см.
- Теория, устройство и работа рельсовых цепей [Текст] / А. М. Брылеев, Ю. А. Кравцов, А. В. Шишляков. — 2-е изд., перераб. и доп. — Москва : Транспорт, 1978. — 344 с. : ил.; 22 см.